# Baureklame
Baureklamen (Baureklametafeln) sind in der Schweiz eine weit verbreitete Form, vor Ort auf ein Bauprojekt aufmerksam zu machen. Im Bereich der Technik, Leistungen, Bewilligungspflicht und Versicherungspflicht sowie Vertragsverhältnisse unterscheiden sich schweizerische Baureklamen zum Teil wesentlich von den Ausführungen der deutschen Bauschilder oder Bautafeln.

## Ziele und Zielgruppen von Baureklamen
Baureklamen dienen dabei sowohl der Information als auch der Werbung. Die Baureklametafel informiert Zielgruppen wie Käufer, Mieter, Planer, Handwerker, Nachbarn, Einwohner, Passanten, Politiker sowie die weitere interessierte Öffentlichkeit über das Bauvorhaben.

## Bestandteil des Baukostenplans BKP 568 Baureklame
Es gibt in der Schweiz keine gesetzliche Pflicht, eine Baureklame vor Ort zu installieren. Da die Baureklame in den Unternehmer-Werkverträgen sowie im Schweizerischen Baukostenplan (BKP) unter der Nummer BKP 568 Baureklame fest integriert ist, wird jedoch fast bei allen Bauprojekten eine Baureklametafel erstellt.

## Informationen auf Baureklamen
In der Regel werden folgende Informationen auf der Baureklame aufgeführt:
- Bauprojekt
- Bauherrschaft
- Architekt
- Bauleiter
- Ingenieure
- Totalunternehmer
- Generalunternehmer
- Bauunternehmen
- Immobilienverwaltung

Daneben werden in der Regel grafische oder fotografische Elemente eingesetzt. Insbesondere Architektur-Visualisierungen sind heute Bestandteil von vielen Baureklamen.

## Technik und Leistungen bei Baureklamen
Baureklamen werden in der Schweiz meist von darauf spezialisierten Anbietern hergestellt. Eine Baureklame besteht dabei aus mehreren Komponenten:
- die eigentliche Baureklametafel
- die Unterkonstruktion zur Befestigung der Reklametafeln
- die Standkonstruktion bei freistehenden Baureklamen
- die Verankerung der Baureklamen mittels Fundamenten oder Erdankern

In der Schweiz hat sich durchgesetzt, die temporär installierten Baureklamen mittels Erdankern anstelle von bauseitigen Fundamenten zu montieren. Mit dieser modernen Verankerungstechnik kann eine ökologisch sinnvolle, rückstandsfreie Montage und Demontage der Baureklamen realisiert werden.

## Bewilligungspflicht von Baureklamen
Ob Baureklamen in der Schweiz bewilligungspflichtig sind, hängt vom konkreten Standort ab. Es gibt Kantone und Gemeinden, die eine Reklamebewilligung vorschreiben; viele Kantone und Gemeinden verzichten auf ein Reklamereglement im Bereich der temporären Baureklamen. Insbesondere die Kantone Aargau und Bern weisen detaillierte Bestimmungen für die Erstellung einer temporären Baureklame auf. In allen Fällen sind jedoch die Bestimmungen der Schweizerischen Signalisationsverordnung sowie des Schweizerischen Strassenverkehrsgesetzes einzuhalten; Baureklamen dürfen insbesondere die Sicht der Verkehrsteilnehmer nicht einschränken oder diese gefährden.

## Versicherungspflicht von Baureklamen
Baureklamen werden von spezialisierten Unternehmen in Normgrössen hergestellt und können Grössen von 10, 20, 50 oder auch mehr Quadratmetern aufweisen. Baureklamen in dieser Grösse sind während der Baudauer erheblichen Windkräften ausgesetzt. Neben dem Nachweis einer obligatorischen schweizerischen Haftpflichtversicherung, welche Personen- und Sachschäden abdeckt, werden auch Versicherungen bei Sturmschäden (sogenannte Sturmschadenversicherungen) angeboten.

## Vertragswerk bei Baureklamen
In der Regel werden bei der Erstellung einer Baureklame kombinierte Werkverträge/Mietverträge abgeschlossen. Diese Verträge umfassen alle Leistungen einer Baureklametafel während der Vertragsdauer, wie Entwurf, Produktion, Lieferung, Montage, Ergänzung, Versicherungen, Demontage und ökologische Wiederverwendung (anstelle einer Entsorgung).